# Kanton Schwyz
Kanton Schwyz (nemško Schwyz, francosko Schwytz, italijansko Svitto, retoromansko Sviz) je kanton v osrednji Švici. Je eden od ustanovnih kantonov Švice; ime Švice izhaja iz imena kantona, zastava Švice pa iz njegovega grba. Švicarska zvezna listina je na ogled v Schwyzu, njegovem središču.

## Zgodovina

### Prazgodovina do rimske dobe
Najzgodnejše sledi ljudi v Schwyzu so iz zgornjega paleolitika in zgodnjega mezolitika ali približno 12.500 pr. n. št. Izkopavanje kraških jam v dolini reke Muota (Muotatal) je razkrilo številna najdišča, nekatera iz obdobja ok. 10.000 pr. n. št.. Alpski travniki v Bödmerenu, Twärenenu in Silberenu so bili kamenodobni tabori lovcev in nabiralcev. Kosti kozoroga in jelena skupaj z ogljem kažejo, da so bile živali v teh taboriščih klane in kuhane. Leta 2009 je bilo odkrito prvo kamenodobno orodje, kamniti sveder.
V poznem neolitiku in zgodnji bronasti dobi so se okoli jezer v kantonu razvila številna kolišča in druge naselbine. Dve naselji pri Hurdnu v Freienbachu sta del prazgodovinskih kolišč okoli Alp, ki so na Unescovem seznamu svetovne dediščine. Najdišča Hurden so povezana z zahodno kulturo Cortaillod (okoli 4500–3500 pr. n. št.). Najdišča na otoku Lützelau in obalnem območju pri Freienbachu so vzhodna kultura Pfyn (4000–3300 pr. n. št.) in kultura trakaste keramike (2750–2450 pr. n. št.). V bronasti dobi je bilo zgrajenih več mostov med rtom Endingen v Rapperswilu, St. Gallenu in naselji pri Hurdnu. Odkritih je bilo več kot 200.000 stebrov in sedem mostov, skupaj z več naselbinami in obrednimi kraji. Na švicarski strani jezera je bilo odkritih deset različnih naselij iz let 4300-2700 pred našim štetjem.
Vendar pa je po letu 1200 pred našim štetjem zelo malo dokazov o nadaljnjih bronastodobnih naselbinah v kantonu. Odkritih je bilo le osem najdišč iz železne dobe od 8. do 1. stoletja pr. n. št. V rimski dobi je bil rimski Vicus ustanovljen v Kempratnu v Rapperswilu, okoli masivnega mostu v Seedammu (blizu mostov iz bronaste dobe), ki je prečkal Schwyz. Galo-rimski tempelj je bil zgrajen na otoku Ufenau okoli leta 200 našega štetja. To mesto je bilo preurejeno za sedanjo kapelo sv. Petra in Pavla. V Küssnachtu in Rickenbachu bei Schwyzu so odkrili nekaj rimskih novcev, Küssnacht pa je morda bil kraj rimske posesti.

### Zgodnji srednji vek
Leta 561 je Schwyz postal del Ducatus alamannorum; do druge četrtine 8. stoletja je pod alemanskimi vojvodami ostal razmeroma neodvisen. Alemani so se začeli naseljevati v dolinah okoli leta 680, vendar so stoletja germansko govoreči Alemani in romansko govoreči Galo-Rimljani sobivali. Romanščina je ostala glavni jezik v Einsiedelnu do 10. stoletja.
V 8. in 9. stoletju je bila dežela pod nadzorom grofov Zürichgau. Nižina ob Züriškem jezeru je bila razmeroma lahko dostopna in poseljena v celotnem srednjem veku. V srednjem veku so območje Muotathala uporabljali sezonski pastirji, vendar je bilo zelo malo stalnih naselij. Küssnacht je bil prvič omenjen v dokumentih v 9. stoletju, vendar je verjetno, da so tam naselja obstajala že prej. Gozdovi okoli Einsiedelna so bili rahlo poseljeni.
Obisk irskih menihov sv. Galla in Kolumbana leta 611 je omenjen v Gallusviten. Vendar so bila njuna misijonska prizadevanja v Schwyzu neuspešna. V poznem 7. stoletju se je krščanstvo začelo širiti v regijo. Cerkev v Tuggenu je bila prvič zgrajena okoli leta 680/700, medtem ko je bila cerkev Aisleless v Schwyzu zgrajena po letu 700. V naslednjih stoletjih so samostani v Säckingenu, St. Gallenu in Reichenau postali središča širjenja vere. Leta 948 je bil samostan Einsiedeln posvečen na mestu umora svetega Meinrada leta 861 v visoki dolini blizu Schwyza. Ko je bil ustanovljen samostan Einsiedeln, je dobil številne kmetije, vasi in osamljene cerkve, kar je pripomoglo k širjenju krščanstva v visoke doline.
Dolina Schwyz se prvič omenja leta 972 pod imenom Suittes. Kasneje najdemo skupnost svobodnjakov, naseljeno ob vznožju Mythena. Ti svobodnjaki, ki so imeli skupna zemljišča, so bili podrejeni samo grofu Zürichgau, ki je zastopal nemškega kralja. Gospodarstvo je imelo koristi od tranzita čez prelaz Gotthard, vendar so ti dobički pritegnili druge sile, kot so Habsburžani.
Notranji ali gorati del Schwyza so nadzirali grofje Lenzburški, dokler ta linija leta 1173 ni izumrla. Lenzburške dežele so podedovali grofje Kyburg in Frohburg, gospodje Rapperswil in Habsburžani.
V 10. stoletju je samostan Einsiedeln postajal vse močnejši. Širjenje mesta Schwyz je pogosto posegalo v zemljišča, ki si jih je lastil samostan. V zgodnjem 12. stoletju so grofje Lenzburški (kot grofje Zürichgau) neuspešno tožili samostan v imenu Schwyza zaradi rabe zemljišč in meja v gozdu. Čeprav so bili grofje vsakič prisiljeni plačati globo, so kmetje Schwyza še naprej posegali po zemljiščih, ki jih je zahteval samostan. Kmalu je nadzoroval številne okoliške dežele, od katerih jih je veliko zunaj območja, ki ga danes pokriva kanton Schwyz. Zunanje ali jezerske dele kantona so delno nadzorovali samostani St. Gallen, Pfäfers, Rüti in Schänis, skupaj z gospodi Habsburg, Toggenburg in Rapperswil. Tako grad Pfäffikon kot grad Alt Rapperswil so zgradili ti posestniki, da bi nadzorovali svojo posest. V nasprotju s Švicarsko planoto, kjer so lokalno plemstvo in vitezi vladali obsežni zemljiški posesti za deželne grofe, je bilo v Schwyzu malo lokalnih plemičev. Na splošno so bili revnejši in manj pomembni kot predstavniki samostanov ali vodje lokalnih živinorejskih kolektivov. Velik del kmetijskih ali pašniških zemljišč v notranjem delu Schwyza ni bil v zasebni lasti, temveč skupna zemljišča. Za upravljanje zemlje so se lokalni kolektivi razvili v regionalne kolektive, ki so zajemali več mest in vasi. Kolektivi so pomagali ustvariti občutek enotnosti v kmečkih mestih in vaseh v dolinah in razvili tradicijo neodvisnosti.
Z izumrtjem Kyburgov in zatonom gospodov Rapperswil v drugi polovici 13. stoletja so Habsburžani poskušali zahtevati suverenost nad deželama Kyburg in Rapperswil v osrednji Švici. Uspelo jim je pridobiti župnije Schwyz, Steinen, Muotathal in Morschach ter leta 1283 patronat nad samostanom Einsiedeln. Leta 1240 je cesar Friderik II. podelil dolini Schwyz cesarsko neposrednost za storitve, ki so jih opravili cesarju.
Medtem ko so se kmečke vasi v dolinah zbližale, so širitev Habsburžanov in spremenjeni odnosi med kmeti v alpskih dolinah in samostani povzročili konflikte, kot je Marchenstreit med Schwyzom in samostanom Einseideln. Marchenstreit se je začel okoli leta 1100 zaradi pravic do paše okoli gorovja Mythen. Vlekel se je, spremljali so ga sodni procesi in nasilni napadi, do približno leta 1350.

### Večno zavezništvo
Morda so 1. avgusta 1291 kantoni Schwyz, Uri in Unterwalden sklenili večno zavezništvo: to bi sčasoma postalo Švicarska konfederacija. Zvezno listino iz leta 1291 je verjetno spodbudila smrt Rudolfa I. Habsburškega 15. julija 1291 in je ustvarila obrambno zavezništvo. Rütlischwur (prisega Rütlijev) je bilo še eno zavezništvo med gozdnimi kantoni leta 1308 ali okoli njega, ki je kantone zbližalo. Kanton Schwyz je zgodaj prevzel vodstvo v konfederaciji. Že leta 1320 se je ime kanton uporabljalo za celotno konfederacijo. Šele leta 1803 pa je ime Schweiz, kot izhaja iz kantona Schwyz, postalo uradno ime Švice. Zastava Švice izhaja iz zastave Schwyza.
Z Večnim zavezništvom so trije kantoni ostali politično neodvisni, z osrednjim svetom za reševanje sporov med članicami in z obljubami vojaške pomoči. Kantoni so postali de facto neodvisni od Habsburžanov v istem času, ko so se Habsburžani poskušali razširiti v gozdne kantone. Ko je stoletje Marchenstreit med Schwyzom in samostanomEinseideln povzročilo napad Schwyza na samostan leta 1314, so imeli Habsburžani kot pokrovitelji priložnost za vojaško akcijo proti njim.
15. novembra 1315 je Leopold Avstrijski povedel veliko vojsko vitezov, da bi zatrl uporne zaveznike, načrtoval je presenetljiv napad z juga prek jezera Aegeri in prelaza Morgarten ter računal na popolno zmago nad uporniškimi kmeti. Kronika Johannesa von Winterthurja o bitki navaja avstrijske sile na 20.000, čeprav je ta številka vsekakor prenapihnjena. Drugo poročilo pravi, da je bilo v avstrijski vojski 9000 mož, medtem ko Delbrück meni, da je avstrijska vojska štela le 2000-3000, vendar večinoma vitezov.
Konfederati iz Schwyza - ob podpori konfederatov iz Urija, ki so se bali za svojo avtonomijo, niso pa jih podprli konfederati iz Unterwaldna - so pričakovali vojsko na zahodu blizu vasi Arth, kjer so postavili utrdbe. Velikost konfederacijske vojske je prav tako sporna, nekatere kronike jo postavljajo na 1500, medtem ko druge trdijo, da je bilo 3000-4000. Tudi če je konfederacijska vojska številčno presegla Habsburžane, so bili neizurjena milica proti sili dobro opremljenih in izurjenih vitezov.
Konfederati so pripravili cestno blokado in zasedo na točki med jezerom Aegeri in prelazom Morgarten, kjer je ozka pot vodila med strmo pobočje in močvirje. Ko je avstrijska vojska vstopila v zasedo, so konfederanti napadli od zgoraj s skalami, hlodi in helebardami. Vitezi niso imeli prostora za obrambo in so doživeli hud poraz, pešci v zadnjem delu pa so pobegnili nazaj v mesto Zug. V napadu je bilo ubitih približno 1500 habsburških vojakov.
Po zmagi pri Morgartenu so se gozdni kantoni 9. decembra 1315 sestali v Brunnenu, da bi obnovili obljubo o medsebojni vojaški pomoči. Brunnenski pakt, ki je nastal na srečanju, je pragmatično obrambno zavezništvo spremenil v popolno konfederacijo. V naslednjih štiridesetih letih se je pet bližnjih mest (Luzern leta 1332, Zürich leta 1351, Glarus in Zug leta 1352 in Bern leta 1353) pridružilo paktu in začelo rast Stare švicarske konfederacije.

## Zemljepis
Kanton leži v osrednji Švici. Na zahodu ga obdaja Vierwaldstadtsko jezero in na severu Züriško jezero, vanj sega tudi manjši del jezera Zug. V celoti znotraj kantona sta jezeri Lauerz in Sihl. Najvišja točka kantona je 2802 metra visok vrh Bös Fulen, ki stoji na meji s kantonom Glarus; nižje, a bolj znamenito je pogorje Rigi nad jezerom Zug in Vierwaldstadtskim jezerom.
Meji na kantone Uri, Glarus, St. Gallen, Zürich, Zug, Luzern in Nidwalden.
Schwyz ima od leta 2011 površino 908,2 kvadratnih kilometrov. Od tega je 41,0 % kmetijskih površin, 33,7 % gozdov, 5,4 % poseljenih (stavb ali prometnic) in 20,0 % neproduktivnih površin.

## Prebivalstvo
Po podatkih popisa 2019 je kanton imel 160 480 prebivalcev, od tega 21,9 % tujcev. Nemščina je bila prvi jezik 88,3 %, italijanščina 3,5 %, francoščina 1,9 % in angleščina 6,3 % prebivalcev. 56,5 % prebivalcev je bilo katoliške vere in 11,3 % je pripadalo švicarski reformirani evangeličanski cerkvi. Brez verske pripadnosti je bilo 21,8 % ljudi.

## Upravna delitev
Kanton je razdeljen na šest okrajev (Bezirke), ki se nadalje delijo na 30 občin:
- okraj Schwyz
  - občine Schwyz, Arth, Ingenbohl, Muotathal, Steinen, Sattel, Rothenthurm, Oberiberg, Unteriberg, Lauerz, Steinerberg, Morschach, Alpthal, Illgau, Riemenstalden
- okraj Einsiedeln
  - občina Einsiedeln
- okraj Gersau
  - občina Gersau
- okraj Höfe
  - občine Wollerau, Freienbach, Feusisberg
- okraj Küssnacht
  - občina Küssnacht
- okraj March
  - občine Lachen, Altendorf, Galgenen, Vorderthal, Innerthal, Schübelbach, Tuggen, Wangen, Reichenburg

## Gospodarstvo
Večina kantona se opira na kmetijstvo. Znana je lokalna pasma rjavega goveda. Tekstilna industrija je bila nekoč v kantonu velikega pomena, zdaj pa skorajda ni več; ostanki so skoncentrirani okoli glavnega mesta Schwyz. Na istem območju je veliko proizvajalcev finega pohištva. V kantonu je nekaj velikih hidroelektrarn.
Turizem je pomemben v številnih regijah, predvsem v romarskem središču Einsiedeln. Einsiedeln je tudi središče zimskih športov. Gorska železnica na Rigi so dobro znana po vsej državi. Freienbach na severu kantona je znan po najnižjih davkih v Švici. To je pritegnilo številne bogataše.
Najbolj znan svetovni izdelek kantona je švicarski nož, ki ga izdeluje Victorinox v Ibachu, tik navzdol od glavnega mesta Schwyz.